# دونا فيلدمان
دونا فيلدمان (بالإنجليزية: Donna Feldman)‏ وهي عارضة أزياء و ممثلة أمريكية ولدت في سنة 1982 في مدينة كالاباساس، لوس أنجليس، كاليفورنيا في الولايات المتحدة ظهرت صورها في مجلة مكسيم.

## روابط خارجية
- دونا فيلدمان على موقع IMDb (الإنجليزية)
- دونا فيلدمان على موقع قاعدة بيانات الفيلم (الإنجليزية)
- دونا فيلدمان على موقع دليل عارضات الأزياء (الإنجليزية)